# Vibrissovoria aurea
Vibrissovoria aurea är en tvåvingeart som beskrevs av Townsend 1929. Vibrissovoria aurea ingår i släktet Vibrissovoria och familjen parasitflugor. Inga underarter finns listade i Catalogue of Life.